# Långstjärtad paradisänka
Långstjärtad paradisänka (Vidua interjecta) är en fågel i familjen änkor inom ordningen tättingar.

## Utseende och läte
Hane långstjärtad paradisänka är i häckningsdräkt liksom övriga i familjen änkor en uppseendeväckande, mörk fågel med långa och spektakulära stjärtfjädrar. Denna art är mestadels svart, med rostfärgat halsband och mycket lång stjärt med ett udda brett utvidgat område vid basen. Stjärten är längre än hos sahelparadisänkan, kortare och mer bred vid stjärtroten än togoparadisänkan samt med något kortare stjärt och mer rostrött i nacken än östlig paradisänka. Honan och hanen utanför häckningstid är mycket mer anspråkslöst tecknade, med brunaktig rygg, ljus undersida och rödaktig näbb. Kombinationen av näbbfärg, skära ben och rätt enkel ansiktsteckning är unik. Fågeln är inte särskilt ljudlig, men den härmar läten från Pytilia-astrilder.

## Utbredning och systematik
Fågeln förekommer från Senegal och Gambia österut genom södra Mali, norra Elfenbenskusten och norra Nigeria till Centralafrikanska republiken, södra Sudan och Etiopien. Den behandlas som monotypisk, det vill säga att den inte delas in i några underarter.

## Levnadssätt
Liksom andra änkor är långstjärtad paradisänka en boparasit som lägger sina ägg i andra fåglars bon, denna art hos astrilder av släktet Pytilia.

## Status
Arten har ett stort utbredningsområde och beståndet anses stabilt. Internationella naturvårdsunionen IUCN listar den därför som livskraftig (LC).